# Рита Павоне
Рита Павоне (итал. Rita Pavone; IPA: [riːta paˈvoːne]; Торино, 23. август 1945) италијанска је певачица рок музике и баладе, која доживљава свој највећи успех током 1960-их. Рита Павоне се такође бави и глумом.

## Певачка каријера
Године 1962. је учествовала на првом Festival|degli sconosciuti (срп. Фестивалу независних), музичком такмичењу певача аматера, где односи победу. Њен истоимени албум из 1963. године предводи хит сингл La partita di pallone (срп. Фудбалска утакмица) који од ње прави националну звезду са 17 година, а убрзо добија и међународну пажњу. La partita di pallone је продат у више од милион примерака, и био је награђен златним диском. Њена композиција Cuore (срп. Срце) је такође продата у више милионском тиражу, проводећи девет недеља на позицији број један у Италији.

У лето 1964. постиже велики успех на музичким топ листама широм Северне Америке са песмама енглеског назива Remember Me и Just One More. У Сједињеним Државама, на листи Билборд хот 100, заузима позицију 26, док у Канади, на RPM листи, заузима 16. позицију.
1965. године, Рита Павоне учествује као музички гост у емисији The Ed Sullivan Show, у којој постаје редован гост све до 1970. године. У међувремену, издаје низ рок хитова у Шпанији, где постаје идол тинејџера. Рита Павоне је ретка страна певачица тог времена која је у Шпанији уживала велику популарност, што је забележено и у шпанском домументарној емисији из 2005. године.
У Сједињеним Државама је певала заједно са Дајаном Рос и групом Супримс, Елом Фицџералд, Томом Џоунсом, Дјуком Елингтоном, Полом Анком, и бројним другим певачима тога доба. Својевремено је изјавила како ју је Елвис Присли сликао након што је упознао испред њеног музичког студија у Мемфису. Рита има снимљену дуетску песаму са Барбром Страјсенд. Певала је, за време тог периода, у чувеном њујоршком Карнеги холу.
По повратку у Италију остварује глумачки деби, радећи на пет филмова као и гостујући у емисијама као што су Giornalino di Gian Burrasca (дечији ТВ шоу), Alta Pressione, Stasera Rita и Studio Uno. Године 1982. учествовала је у емисији Come Alice која је постала популарна на телевизији у Италији.
Рита Павоне је током 1960-их година глумела у шест филмова; Clementine Cherie (1963), Rita, la figlia americana (1965), Rita la zanzara (1966), Non stuzzicate la zanzara (1967), Little Rita nel west (1968) и La Feldmarescialla (1968). Два zanzara филма снимана су по новели Ђорналина ди Ђан Бураска (1965) под продуцентском палицом Лине Вертмилер. Иако је њена филмска каријера циљала и тинејџ и публику ширег уметничког аудиторијума, њени филмови не постижу жељени успех и данас спадају у групу мање важних филмова.
Рита Павоне је, за кратко време, постала популарна у Уједињеном Краљевству током 1966. и 1967. године. Снимила је два сингла за продуцентску кућу RCA Victor која брзо постају хитови, Heart достиже позицију број 27 а You Only You позицију број 21 на Британској листи синглова. Током тог периода, појављује се на Лондонском паладијуму.
Снимила је дуетску композицију са Ендру Лојд Вебером Try It And See, касније са измењеним текстом у рок опери Исус Христ Суперстар за песму King Herod's Song.
Године 1968. Рита Павоне се удала у Швајцарској за Тедија Реноа, човека који је открио њен таленат и био организатор првог такмичења у коме се Рита појавила и победила. Овај догађај изазвао је скандал у италијанском друштву јер је Теди и даље био ожењен за своју прву супругу Ливију Проти, а у Италији није постојао закон о разводу све до 1970. године. Након доношења закона, Рита и Теди су се опет венчали 1971. године.
Касније током 1980-их година, учестввала је у две филмске комедије, 2 филма sui pianerottolo, Risate in salotto и Santarellina.
Године 1992. године, Рита се враћа у Сједињене Државе, где је певала током неколико уметничких концерта заједно са Витни Хјустон, Френк Синатром, Бољшој балетом и Шер у хотелу Сандс у Атлантик Ситију.
Након тога је глумела у позоришту у комаду Вилијама Шекспира. Године 2002, Рита је имала концерт у Дејд аудиторијуму у Мајамију.
Рита Павоне и њен супруг Теди Рено сада живе у кантону Тичино у Швајцарској. Имају два сина Алесандра и Ђорђа, оба су ушла у шоу бизнис, Алесандро као спикер на радио станици а Ђорђо као рок певач.
Глумила је главну улогу у аргентинском филму из 2000. године, Девет краљица, у коме покушава да се сети своје песме током целог филма. У питању је била песма Il Ballo Del Mattone.
Рита Павоне је била кандидаткиња за сенат на парламентарним изборима у Италији 2006. године. Била је кандидаткиња листе десног центра Per l'Italia nel mondo con Tremaglia (срп. За Италију у свету са Тремађлијом), предвођене министром Мирком Тремађлијом.

## Дискографија
Рита Павоне је снимила укупно тринаест албума. До 1968. године је углавном снимала за продуцентску кућу RCA Records, да би након ње на кратко потписала за Ricordi који је покренуо њену сопствену продуцентску кућу, RitaLand, да би након снимања неколико албума одлучила да се врати у RCA Records снимивши три нова албума.

### Италијанска дискографија
| Година | Назив       | Издавач                               |
| ------ | ----------- | ------------------------------------- |
| 1963   | Rita Pavone |                                       |
| 1964.  |             |                                       |
| 1965.  |             |                                       |
| 1965.  |             |                                       |
|        |             | È nata una stella (1966, компилација) |
| 1967.  |             |                                       |
| 1968.  |             |                                       |
|        |             | Rita 70                               |
| 1970.  |             |                                       |
| 1972.  |             |                                       |
| 1976.  |             |                                       |
| 1980.  |             |                                       |
| 1989.  |             |                                       |
| 2013.  |             |                                       |

### Америчка дискографија
| Година | Назив | Издавач |
| ------ | ----- | ------- |
| 1964.  |       |         |
| 1964.  |       |         |
| 1965.  |       |         |

#### Синглови за RCA Records (1963–1968) и друге продуцентске куће
- 1962: "La partita di pallone / Amore twist" (RCA Italiana, PM45-3140)
- 1963: "Come te non c'è nessuno / Clementine chérie" (RCA Italiana, PM45-3163)
- 1963: "Alla mia età / Pel di carota" (RCA Italiana, PM45-3166)
- 1963: "Cuore / Il ballo del mattone" (RCA Italiana, PM45-3232)
- 1963: "Non è facile avere 18 anni / Son finite le vacanze" (RCA Italiana, PM45-3233)
- 1964: "Datemi un martello / Che m’importa del mondo" (RCA Italiana, PM45-3243)
- 1964: "Scrivi! / Ti vorrei parlare" (RCA Italiana, PM45-3280)
- 1964: "L’amore mio / San Francesco" (RCA Italiana, PM45-3300)
- 1965: "Viva la pappa col pomodoro / Sei la mia mamma" (RCA Italiana, PM45-3303)
- 1965: "Lui / La forza di lasciarti" (RCA Italiana, PM45-3313)
- 1965: "Plip / Supercalifragilistic-espiralidoso" (RCA Italiana, PM45-3330)
- 1965: "Stasera con te / Solo tu" (RCA Italiana, PM45-3343)
- 1966: "Qui ritornerà / Il geghegè" (RCA Italiana, PM45-3360)
- 1966: "Fortissimo / La sai troppo lunga" (RCA Italiana, PM45-3366)
- 1966: "La zanzara / Perché due non fa tre" (RCA Italiana, PM45-3377)
- 1966: "Mamma dammi la panna / Col chicco" (RCA Italiana, PM45-3380)
- 1966: "Dove non so / Gira gira" (RCA Italiana, PM45-3383)
- 1967: "Una notte intera / Questo nostro amore" (RCA Italiana, PM45-3393)
- 1967: "Non dimenticar le mie parole / Da cosa nasce cosa" (RCA Italiana, PM 3424)
- 1967: "Cin cin c’innamoriamo / Per una come me" (RCA Italiana, Promo realizzato per la Cinzano)
- 1967: "I tre porcellini / Basta un poco di zucchero" (RCA Italiana, PM 3430)
- 1967: "Sul cucuzzolo / Cuore" (RCA Italiana, PM 3434)
- 1967: "Tu sei come / Ma che te ne fai" (RCA Italiana, PM 3444)
- 1967: "Pippo non lo sa / Un due tre (se marci insieme a me)" (Dischi Ricordi, SRL 10480)
- 1968: "Parlare con gli animali / Niente di simile al mondo" (Ritaland, RT 3001)
- 1968: "Palla pallina / il raffreddore" (Ritaland, RT 3002)
- 1968: "Il mondo nelle mani / Il ballo dell’orso" (Dischi Ricordi, SRL 10498)
- 1968: "Nella mia stanza / Il grammofono" (Dischi Ricordi, SRL 10523)
- 1968: "Putiferio / Ninna nanna del Formichino" (Ritaland, RT 3003)
- 1969: "Zucchero / Nostalgia" (Dischi Ricordi, SRL 10528)
- 1969: Chitty chitty bang bang / Maramao perché sei morto (Ritaland, RT 3004)
- 1969: "Per tutta la vita / Balla balla con noi" (Dischi Ricordi, SRL 10566)
- 1969: "Quelli belli come noi / Dimmi ciao bambino" (Dischi Ricordi, SRL 10569)
- 1970: "Notte nera / È solo un’impressione" (Dischi Ricordi, SRL 10595)
- 1970: "Ahi ahi ragazzo / Maria Luisa" (RCA Italiana, PM 3511)
- 1970: "Stai con me / ieri avevo cento anni" (RCA Italiana, PM 3556)
- 1970: "E tu / Finalmente libera" (RCA Italiana, PM 3572)
- 1971: "La suggestione / Se. casomai" (RCA Italiana, PM 3585)
- 1971: "Il ragazzo del baseball / noi siamo noi" (RCA Italiana, PM 3593)
- 1971: "Ma cos'è quest’amore / Arriverciao" (RCA Italiana, PM 3606)
- 1971: "Come un tiranno / il mio uomo" (RCA Italiana, PM 3607)
- 1971: "Lasciati andare a sognare / Cuore" (римејк) (RCA Italiana, PM 3632)
- 1972: "Amici mai / Magari poco ma ti amo" (RCA Italiana, PM 3640)
- 1972: "Amore ragazzo mio / La fine del mondo" (RCA Italiana, PM 3640)
- 1972: "L’amore è un poco matto / L’estate" (RCA Italiana, PM 3703)
- 1973: "Viva la pappa col pomodoro / Sei la mia mamma" (stessa edizione del 1965 (RCA PM45-3303) remastered stereo) (RCA Italiana, PM 3721)
- 1975: "Amore scusami / Sapore di sale" (RCA Italiana, TPBO 1143)
- 1975: "Sei già lì / Nata ieri" (RCA Italiana, TPBO 1159)
- 1976: "E… zitto zitto / Fuggire da qui" (RCA Italiana, TPBO 1203)
- 1977: "My name is potato / Ma volendo" (RCA Italiana, PB 6095)
- 1977: "Siamo tutti Gianburrasca / Pollicino e Pollicina" (RCA Italiana, PB 6126)
- 1977: "Quel diavolo di santarellina / Eccì amavamo / Dimmi se non è un’idea/Bionda" (extended play) (RCA Italiana, BF 6112)
- 1977: "Siamo tutti Gianburrasca / Pollicino e Pollicina" (RCA Italiana, PB 6126)
- 1978: "Heidi-di / Viva la pappa col pomodoro" (римејк) (RCA Italiana, PB 6228)
- 1979: "Paperita / Il fischietto" (RCA Italiana, PB 6319)
- 1979: "Blame it on the boogie / Circus music" (RCA Italiana, PB 6320)
- 1979: "Prendimi / Mettiti con me" (RCA Italiana, PB 6400)
- 1983: "Siamo tutti Gianburrasca / Viva la pappa col pomodoro" (RCA Italiana)
- 1985: "Daniele / Adorable sixties" (Discotto, NP 1037)
- 1986: "La valigia / Africa" (Five Record, FM 13148)